# قوات كوسوفو

شعار القوات الدولية في كوسوفو

قوات كوسوفو (بالإنجليزية: Kosovo Force)‏ ، هي قوات دولية مكونة من أعضاء حلف الناتو والمشاركين معها من غير الناتو لحفظ الأمن في كوسوفو ، أسست عام 1999م.

## وصلات خارجية
- قوات كوسوفو على موقع ميوزك برينز (الإنجليزية)
- KFOR Placemap
- KFOR official site (NATO)
- K-For: The task ahead (from BBC News, June 13, 1999)
- First deaths in K-For operation (from BBC News, June 14, 1999)
- Memorial honors soldiers' sacrifices June 2002: 68 soldiers have died since KFOR entered Kosovo.
- Nato force 'feeds Kosovo sex trade' (from الغارديان، May 7, 2004)
- Radio KFOR